# Illa de Yule
L'illa de Yule és una petita illa de la província Central, a Papua Nova Guinea. Està situada a 160 km al nord-oest de Port Moresby, a la costa sud de Papua Nova Guinea.

## Història

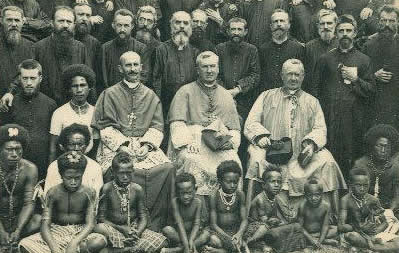
Missioners i habitants originaris després de 1902.

L'illa de Yule probablement va rebre el nom de Charles Bampfield Yule, un oficial de la Royal Navy que va inspeccionar la zona entre 1842 i 1845.  Va ser una de les primeres zones de la Província Central a tenir contacte amb europeus. Els Missioners Catòlics del Sagrat Cor van iniciar una missió el 1885. La missió va ser dirigida amb èxit del 1900 al 1908 pel bisbe Henry Verius i des de llavors fins al 1945 per Alain de Boismenu.
Amb els missioners europeus van arribar catequistes de les Filipines, alguns dels quals es van casar amb persones de la població local. Avui dia, molts habitants de l'illa de Yule tenen trets europeus i filipins distintius.
La visita del poeta australià James McAuley a la missió de l'illa de Yule el 1949 li va causar una profunda impressió espiritual i va contribuir a la seva conversió al catolicisme.

## Fauna
L'illa de Yule està envoltada d'esculls de corall.
Algunes espècies d'aranyes endèmiques de l'illa són :
- Les espècies de Saltícids: Salticus perogaster i Plexippus brachypus
- Heteropoda cyanognatha i Pandercetes longipes (Sparassidae)
- Misumena arrogans i Stephanopis yulensis (Thomisidae)

La fauna d'equinoderms del Pliocè inferior és rica i diversa, amb 19 espècies conegudes a la formació Kairuku. Gairebé la meitat d'aquestes espècies també estan representades a les poblacions del nord d'Austràlia, amb la Gran Barrera de Corall del nord a només 600 km de distància.